# عمر دانيال
عمر دانيال هو ملحن كندي، ولد في 1960.

## وصلات خارجية
- عمر دانيال على موقع ميوزك برينز (الإنجليزية)